# 伊藤芽衣
伊藤芽衣（いとう めい、Ito Mei、1982年1月17日 - ）は、東京都出身の女性タレント、元グラビアアイドル。

## 人物
リポーターの仕事や地域活動の公務などで活躍後、独特な声と個性豊かな世界観を生かし、リポーターからアイドルへ
2008年2月に伝説のアキバNo.1メイドとして『宇宙飛ぶ乙女はカエル色！』でCDデビュー。
その後カリスマメイドアイドルとしてCM、バラエティー番組などで活躍の場を広げる。
2014年12月その個性と世界観をいかし、『カワイイ』を発信するカワイイクリエイタープロジェクトKawaii☆Starsをプロデュース。
各所で様々な『ゆめカワイイ』イベントを開催。
また、うさみみ製作クリエイターとしても注目をあつめており、彼女がつくり出す『うさみみ』のクオリティーの高さは他を寄せ付けない。
現在もメルヘンカワイイ世界観をコンセプトにふわふわとタレント活動を行っている。
現在はKawaii☆Stars所属。
特技は日常英会話（高等学校時代はアメリカ・ニューヨーク州で家族と一緒に生活をしていた。帰国子女）、文章を書くこと、ダンス（アイドル）、コスプレ、ハンドメイド、メルヘンな空間プロデュース、競輪予想、麻雀。
趣味はかわいいカフェ巡り、美容グッズ、魔法アイテム探し。
2009年9月、成田ゆうことコンビ「メイとゆう子」を結成。M1に出場する[2]。結果は2回戦敗退[3]。
グラビアアイドルとしても活動していたが、現在は卒業している。

## リポーター/キャスター

### コンテスト
- ミス三茶。
- 第26代ミス世田谷、世田谷親善大使。

### TV
- Foodies Avenue CS放送Ch.281グルメ旅★FoodiesTV（レギュラー）
- 日常から3時間南の楽園グァムへCS放送Ch.277旅チャンネルリポーター
- 日本テレビ 情報番組 リポーター
- J:COM湘南 特番キャスター、リポーター
- 毎日新聞 萌え声キャスター（レギュラー）
- ハマランチョ リポーターTVK（2007年3月22日、3月29日）

### CM
- 埼玉県選挙管理委員会（2005年）

### イベント
- 京王閣競輪場 予想会 アシスタントMC（2005年4月～2006年3月/2007年）

## アイドル

### コンテスト
- ピクションリアルオーディション 声優編 グランプリ賞受賞 2009年
- ニフティオンラインゲーム Noah公認コスプレイヤーオーディション巫女部門 特別賞受賞 2009年

### TV
- 聖少女学院2 CS放送Ch.371エンタ!371
- 歌舞伎町ラブコマンダー！CS放送Ch.279MONDO21（レギュラー）2005年〜2006年
- ラブコマンダー関西へ行く！CS放送Ch.277旅チャンネル（レギュラー）2007年
- 5時に夢中 MXテレビ 2007年 1月11日
- アニメ天国 テレ玉2007年 1月24日
- ラジかるっ！日本テレビ 2008年2月19日
- ぜんタネ　スカパーEXエンターテイメントCH 2008年4月5日
- 近未来予報ツギクル フジテレビ 2008年6月26日
- 所さんの目がテン！日本テレビ 2009年 10月17日
- Ve.ナース CS放送 EXエンタテイメントch275 2010年12月

### ドラマ
- 特命係長 只野仁3rdシーズン テレビ朝日 メイド喫茶のメイド役 （レギュラー）2007年
- 7人の女弁護士 テレビ朝日 めいち役 2008年 6月12日

### 映画
- 熟レンジャー （亜沢役）ビクターエンタテインメントより発売。（2011年 5月11日）

### ラジオ
- すぎはら美里のガールズミリタリー、FM79.2レインボータウンFM（2006年、2007年6月7日）ゲスト
- ニッポン放送『中村こずえのみんなでニッポン日曜日』2008年 5月25日 ゲスト
- ラジオ日本『美月のTOKYO GIRL'S TALK』2008年3月6日 ゲスト
- 文化放送デジタルラジオ超！Ａ＆Ｇ+ナビ2008年2月23日 ゲスト
- ラジオ大阪『妄想ボンバシ系・腐女子の部屋』2008年2月22日 ゲスト
- ラジオ局TOKYO-FM ニュース情報番組「SKY」内のTOYOTA ビューアップトゥモロー 2008年2月14日 ゲスト
- 東京FM、梶原しげるのＮＥＸＴ ＯＮＥ2008年2月3日 ゲスト
- ラジオ日本、中本賢のヨコハマガサガサ探検隊 2008年1月24日 ゲスト
- 集英社ウルトラジャンプエッグ『おしゃたまラジオ』2009年1月30日 ゲスト
- ラジオ日本、ラジズレ オヤジの常識 ラジズレガールズ（不定期レギュラー）2009年〜2010年
- めいち＆なっちのもうDokuDokuぽけら 2011年 レギュラー

### WebTV/Mobile
- エッグアイドル・ハイパーcasTY（2007年6月16日）
- 水着でドキドキ、企画会議  （2007年11月3日 むーびふる）
- グラビア女子寮 生ちゅうスペシャル （2007年11月16日 むーびふる）
- アイドル丼（2007年11月6日～）
- NE=Talking （2007年 7月11日 、2008年4月9日 、2009年6月6日 FM南青山 ）-ゲスト
- それ行けテンポザン!あっ!とおどろく放送局（ レギュラー） 3代目テンポザンガール（NNTG）2008年
- ダブルブッキングのチョメらナイト（2008年3月14日、原宿アメブロ放送局）- ゲスト
- 芝碧（しへき）の鏡 あっ!とおどろく放送局（2009年5月12日）
- 【連載】伊藤芽衣のみんなで繋ごうアキバの輪 ZAK ZAK （夕刊フジ）2009年
- サバイバルオーディション あっ!とおどろく放送局（レギュラー MC） 2009年〜2010年
- 伊藤芽衣のサバイバルオーディション あっ！とおどろく放送局（レギュラーMC）2010年
- ゲーム情報バラエティ　ゲッチャＴＶ （2010年 9月23日 -ゲスト
- 桃鉄忘年会on Ustream 「2010年あと僅か!!きよしこの夜 世界を駆ける。

　　桃太郎電鉄WORLD 年末年忘れオールナイトスペシャル～!!」（2010年12月25日）-ゲスト
- 青木美沙子の★ＭＩＳＡＫＯ’ＳカワイイＲＯＯＭ  ニコニコ生放送（2011年1月27日）-ゲスト
- Ve.ナースのニコジョッキー　ニコニコ生放送 （レギュラー）2011年
- こにわの生放送 ニコニコ生放送 （2012年5月29日）-ゲスト
- 恋愛病院失恋科 スマートフォン専TV WALLOP放送局（レギュラーMC ）2012年

### CM
- メガネハット（千葉テレビ）（2005年〜2008年）
- 中川翔子プロデューススカシカシパンマンDS日本テレビ（2009年）
- DS 『閉ざされた病棟』（web）（2010年）
- トヨタソーシャルアプリ　アウォード（web）（2011年）

### イメージモデル
- 伝説のメイド喫茶【めいどいんじゃぱん】最後の看板娘
- 『メガネハット』イメージモデル 2007年〜2008年
- パソコンオンラインゲーム『とぅいんくる』イメージガールユニット

### ユニット
- パソコンオンラインゲーム『とぅいんくるガールズ』2007年〜
- グラビアアイドルユニット 『Ve.ナース』 スカイブルーVe.ナース 2011年〜

### 雑誌
- 近代麻雀
- 月間オーディション（2005年、2007年5月号）
- 秋葉原ウォーカー、角川クロスメディア（2006年10月20日）
- 秋葉原完全攻略マップ&ガイド'07、Jガイドマガジン（2006年11月28日）
- TVガイド、（2007年12月6日号）

### CD
- 宇宙飛ぶ乙女はカエル色

　　カップリング曲：「ふわり☆きらら」（本人作詞）
　　DQC-38　（2008年2月6日）
- 魔法少女 アニメソングカバーアルバム

　　めいちの夢夢Magic♡
　　CC-1063    2012年7月25日発売

### DVD
- 典明が見た！典明が感じた！アキバの天使たち（2007年4月28日）
- 特命係長 只野仁3rdシーズン（2007年6月22日）
- PENICILLIN『太陽』初回限定版 の特典DVD（2008年4月23日）

### 写真集
- 伊藤芽衣オンリーワンアルバム
- 伊藤芽衣Cutieコスプレ写真集 vol3 あなたのためのせくしーめいち
- 伊藤芽衣Cutieコスプレ写真集 vol2 アナタの部屋にめいちがお泊まり
- 伊藤芽衣Cutieコスプレ写真集 vol1 アナタのおうちにめいちが居たら？

### オンライン・ゲーム
- らいぶ雀、サクセス（2004年～2005年3月）

### イベント
- 近畿日本ツーリスト主催

　　伊藤芽衣 夢夢ファンミーティングツアー開催 2008年 6月28日、29日
- 日テレ ２４時間テレビ３１ チャリティイベントステージ

　　神戸ハーバーランド・スペースシアター 出演 2008年 8月30日
- 日刊スポーツ主催、河口湖マラソン  ゲスト出演。ファンランの部（11キロ）をメイド服をきてちーむめいTシャツをきたファンたちと完走。

　　前夜祭のステージと、表彰のプレゼンターもつとめる。他のゲストはメロン記念日。2008年 11月29日、30日
- 京王閣競輪場 野外ステージ

　　伊藤芽衣 ミニライブ開催2008年 3月16日、2008年 10月18日
- ≪狂祖・南部虎弾（電撃ネットワーク）還暦感謝クレージーナイト≫出演 （Ve.ナース） 2011年 7月14日

## とぅいんくるガールズ+ちえみん先生としての経歴
- 2006年8月27日、アイドル声優ユニット「とぅいんくるガールズ」という三人編成の最終オーディションに9人（当日は1人欠席）が残り中堀里美（現在の芸名は宝城里音）、田沼由美（現在の芸名はたぬまゆみ）と共に合格する。

しかし、オーディションでの亜月ちえみの実力とオーディションに至る迄の取り組み方と存在感で、急遽、四人編成とする事となり、審査員特別賞を設け亜月ちえみが受賞する。
以後、ユニット名「とぅいんくるガールズ+ちえみん先生」のとして活動する。
- 2007年4月30日をもって同ユニットの活動休止期間に入る。

活動再開は現在不明である。
- オンライン・レーシング・ゲーム「とぅいんくる」の登場人物の声優：ノア役（2007年4月24日）

### TV
- アニメ天国、地上波テレビ埼玉（2006年11月29日、2007年1月24日）

### ラジオ
- おとなの深夜大学、AMラジオ日本（2006年11月30日）
- すぎはら美里のガールズミリタリー、FM79.2レインボータウンFM（2006年12月14日）

### WebTV
- 見たい!番組研究所、あっ!とおどろく放送局（2006年8月27日、12月3日）
- とぅいんくるガールズのクリスマス・パーティー（2006年12月23日）
- エッグアイドルHyper、casTY（2007年1月18日、4月29日）
- ひかり荘、casTY（2007年3月27日）

### ポッド・キャスト
- 毎日新聞ポッドキャスト・エンタメ・ニュース（2006年10月18日～2007年3月）